# 1958 FIFAワールドカップ
1958 FIFAワールドカップ（英: 1958 FIFA World Cup）は、1958年6月8日から6月29日にかけて、スウェーデンで開催された第6回目のFIFAワールドカップである。ブラジルが決勝でスウェーデンを5対2で破り、史上4ヶ国目の優勝国となった。この大会で当時17歳のペレが世界の舞台にデビューを果たした。

## 予選
スーダンがイスラエルとの対戦を拒否した為、イスラエルがアジア・アフリカ枠の代表となった。しかし、1度も試合をせずに予選通過というのはFIFAでも問題視され、欧州予選各組2位の中から抽選されたウェールズとの大陸間プレーオフが開催される事となり、ウェールズがこれを制して本大会出場を決めた。

## 出場国
出場選手は1958 FIFAワールドカップ参加チームを参照。
| 大陸連盟 | 出場 枠数 | 予選       | 組 予選順位 | 組 予選順位 | 出場国・地域     | 出場回数       | 備考       |
| -------- | --------- | ---------- | ----------- | ----------- | ---------------- | -------------- | ---------- |
| UEFA     | 2+9       | 開催国     | 開催国      | 開催国      | スウェーデン     | 2大会ぶり4回目 |            |
| UEFA     | 2+9       | 前回優勝国 | 前回優勝国  | 前回優勝国  | 西ドイツ         | 2大会連続4回目 |            |
| UEFA     | 2+9       | 欧州予選   | 1組         | 1位         | イングランド     | 3大会連続3回目 |            |
| UEFA     | 2+9       | 欧州予選   | 2組         | 1位         | フランス         | 2大会連続5回目 |            |
| UEFA     | 2+9       | 欧州予選   | 3組         | 1位         | ハンガリー       | 2大会連続4回目 |            |
| UEFA     | 2+9       | 欧州予選   | 4組         | 1位         | チェコスロバキア | 2大会連続4回目 |            |
| UEFA     | 2+9       | 欧州予選   | 4組         | 2位         | ウェールズ       | 初出場         | ○          |
| UEFA     | 2+9       | 欧州予選   | 5組         | 1位         | オーストリア     | 2大会連続3回目 |            |
| UEFA     | 2+9       | 欧州予選   | 6組         | 1位         | ソビエト連邦     | 初出場         |            |
| UEFA     | 2+9       | 欧州予選   | 7組         | 1位         | ユーゴスラビア   | 3大会連続4回目 |            |
| UEFA     | 2+9       | 欧州予選   | 8組         | 1位         | 北アイルランド   | 初出場         |            |
| UEFA     | 2+9       | 欧州予選   | 9組         | 1位         | スコットランド   | 2大会連続2回目 |            |
| CONMEBOL | 3         | 南米予選   | 1組         | 1位         | ブラジル         | 6大会連続6回目 |            |
| CONMEBOL | 3         | 南米予選   | 2組         | 1位         | アルゼンチン     | 4大会ぶり3回目 |            |
| CONMEBOL | 3         | 南米予選   | 3組         | 1位         | パラグアイ       | 2大会ぶり3回目 |            |
| CONCACAF | 1         | 最終予選   | 1位         | 1位         | メキシコ         | 3大会連続4回目 |            |
| CAF/AFC  | 1         | 最終予選   | 出場国無し  | 出場国無し  | 出場国無し       | 出場国無し     | 出場国無し |

- 備考欄の「○」は大陸間プレーオフに勝利の上、出場が決定したチーム。

## 本大会

### 概要
ソビエト連邦が初めて大会に参加したほか、イギリスを構成するイングランド、スコットランド、ウェールズ、北アイルランドの4ヶ国が初めて予選ラウンドに参加した。優勝経験のある3チームのうち、地区予選から参加したウルグアイとイタリアがいずれも本大会出場を逃す波乱があった。前回大会から大会の方式が変えられた。16チームが地区予選を突破して大会に参加し、4カ国ずつ4つのグループに分けられるのは前回同様だが、グループ内では他の全てのチームと必ず1度対戦するようになり、また、延長戦も廃止された。勝点は、勝利：2点、引分：1点、敗戦：0点と定められた。2位と3位のチームが同じ勝ち点で並んだ場合には、プレーオフが実施され、得失点差はグループリーグ突破に影響を与えないことになった。
ブラジル代表のペレは対ソ連戦まで試合に出ることは無く、チームは2対0で勝ったものの得点やアシストを決めることも無かった。ブラジルは勝点5でグループ4を1位で突破し、ソ連とイングランドが勝点3で並んだため、プレーオフが実施された。アナトリー・イリーインが後半22分に得点を決め、1対0でソ連が決勝トーナメントに進出した。オーストリアは2敗1分と振るわずグループリーグで姿を消した。
グループ1でも北アイルランド対チェコスロバキアのプレーオフが行われ、2対1で北アイルランドが勝利し、グループリーグを突破した。西ドイツが勝点4で1位通過し、アルゼンチンはグループリーグで敗退した。グループ3では、ウェールズがプレーオフでハンガリーを下し、1位通過のスウェーデンとともに決勝トーナメントに進出した。前回準優勝のハンガリーは、1956年のハンガリー動乱の影響から主力選手が亡命し、代表チームとしての力が大きく低下していた。
英国4協会の中でスコットランド代表がもっとも強豪国揃いのグループ2に入り、結果的に1分2敗のグループ最下位で大会を去った。フランスはこの大会の得点王となるジュスト・フォンテーヌが6得点を決め、グループ1位で通過した。ユーゴスラビアが2位になり、勝点差1でパラグアイが3位になった。プレーオフが行われなかったのはこのグループだけである。
準々決勝でもフォンテーヌは2得点を決め、フランスは北アイルランドに4対0の大差で勝利した。西ドイツ代表のヘルムート・ラーンは決勝点となる1得点を決め、ユーゴスラビアを1対0で下すのに貢献した。スウェーデンは2対0でソ連に勝利した。ブラジル対ウェールズではペレが得点を決め1対0でブラジルは準決勝に進出した。
準決勝でスウェーデンは西ドイツを3対1で下し、決勝に進出した。フランス対ブラジル戦ではフォンテーヌが1得点を決めたが、ペレがハットトリックを決め、5対2と一方的な展開となった。3位決定戦でジュスト・フォンテーヌは4得点を決めて、西ドイツを6対3で下し、この大会での通算得点数を13とし、得点王となった。この記録は現在でも破られていない。
決勝戦はソルナのロースンダ・スタディオンで行われ、約5万人が観戦した。開始わずか4分でスウェーデンは1得点を決めリードを奪ったが、ババが即座に1点を決めて追いつき、ハーフタイム前に1得点を決めて、ブラジルが逆転した。後半はペレが支配して2得点を決め、チームメートのマリオ・ザガロが合間に1得点を決めて、完全に試合を決めた。スウェーデンは1得点を返したものの、終わってみれば準決勝と同じ5対2であり、ブラジルは初めてジュール・リメ杯を手にした。欧州開催の大会で南米勢が優勝した、唯一の大会となっている。

### 会場一覧
| サンドヴィク | エスキルストーナ | ソルナ (ストックホルム郊外) | マルメ               | ヘルシンボリ             | ノーショーピング                   |
| --- | ---------------- | --------------------------- | -------------------- | ------------------------ | ---------------------------------- |
| イェルンファーレン | トゥナファーレン | ロースンダ・スタディオン    | マルメ・スタディオン | オリンピア・スタディウム | ノーショーピング・イドロッツパルク |
| 収容人数: 20,000 | 収容人数: 22,000 | 収容人数: 52,400            | 収容人数: 30,000     | 収容人数: 27,000         | 収容人数: 20,000                   |
| |                  |                             |                      |                          |                                    |
| ボロースエスキルストーナヨーテボリハルムスタッドヘルシンボリマルメノーショーピングエレブルーサンドヴィクソルナウッデバラヴェステロース |                  |                             |                      |                          |                                    |
| ヨーテボリ | ボロース         | ハルムスタッド              | エレブルー           | ウッデバラ               | ヴェステロース                     |
| ウレヴィ・スタディオン | リャファーレン   | オーリャンズ・ヴァル        | エイラファーレン     | リムネルスファーレン     | アロスファーレン                   |
| 収容人数: 53,500 | 収容人数: 15,000 | 収容人数: 15,000            | 収容人数: 13,000     | 収容人数: 17,778         | 収容人数: 10,000                   |
| |                  |                             |                      |                          |                                    |

## 結果

### グループリーグ

#### グループ 1
| 順 位 | チーム           | 勝 点 | 試 合 | 勝 利 | 引 分 | 敗 戦 | 得 点 | 失 点 | 点 差 |
| ----- | ---------------- | ----- | ----- | ----- | ----- | ----- | ----- | ----- | ----- |
| 1     | 西ドイツ         | 4     | 3     | 1     | 2     | 0     | 7     | 5     | +2    |
| 2     | 北アイルランド   | 3     | 3     | 1     | 1     | 1     | 4     | 5     | -1    |
| 3     | チェコスロバキア | 3     | 3     | 1     | 1     | 1     | 8     | 4     | +4    |
| 4     | アルゼンチン     | 2     | 3     | 1     | 0     | 2     | 5     | 10    | -5    |

| 1958年6月8日 19:00 |

| 西ドイツ                          | 3 - 1    | アルゼンチン |
| ラーン 32分, 79分 · ゼーラー 42分 | レポート | コルバタ 3分 |

| マルメ・スタディオン（マルメ） 観客数: 31,156人 主審: Leafe |

| 1958年6月8日 19:00 |

| 北アイルランド | 1 - 0    | チェコスロバキア |
| カッシュ 21分  | レポート |                  |

| オーリャンズ・ヴァル（ハルムスタッド） 観客数: 10,647人 主審: Seipelt |

| 1958年6月11日 19:00 |

| アルゼンチン                                         | 3 - 1    | 北アイルランド     |
| コルバタ 37分 (PK) · メネンデス 56分 · アヴィオ 60分 | レポート | マクパーランド 4分 |

| オーリャンズ・ヴァル（ハルムスタッド） 観客数: 14,174人 主審: Ahlner |

| 1958年6月11日 19:00 |

| 西ドイツ                        | 2 - 2    | チェコスロバキア                         |
| シェーファー 60分 · ラーン 71分 | レポート | ドヴォジャーク 24分 (PK) · ジカーン 42分 |

| オリンピア・スタディウム（ヘルシンボリ） 観客数: 25,000人 主審: Ellis |

| 1958年6月15日 19:00 |

| 西ドイツ                    | 2 - 2    | 北アイルランド            |
| ラーン 20分 · ゼーラー 78分 | レポート | マクパーランド 18分, 60分 |

| マルメ・スタディオン（マルメ） 観客数: 21,990人 主審: Campos |

| 1958年6月15日 19:00 |

| チェコスロバキア                                                                     | 6 - 1    | アルゼンチン       |
| ドヴォジャーク 8分 · ジカーン 17分, 39分 · フェライズル 68分 · ホヴォルカ 81分, 89分 | レポート | コルバタ 64分 (PK) |

| オリンピア・スタディウム（ヘルシンボリ） 観客数: 16,418人 主審: Ellis |

##### プレーオフ
| 1958年6月17日 19:00 |

| 北アイルランド            | 2 - 1 (延長) | チェコスロバキア |
| マクパーランド 44分, 97分 | レポート     | ジカーン 18分    |

| マルメ・スタディオン（マルメ） 観客数: 6,196人 主審: モーリス・ジーグ |

#### グループ 2
| 順 位 | チーム         | 勝 点 | 試 合 | 勝 利 | 引 分 | 敗 戦 | 得 点 | 失 点 | 点 差 |
| ----- | -------------- | ----- | ----- | ----- | ----- | ----- | ----- | ----- | ----- |
| 1     | フランス       | 4     | 3     | 2     | 0     | 1     | 11    | 7     | +4    |
| 2     | ユーゴスラビア | 4     | 3     | 1     | 2     | 0     | 7     | 6     | +1    |
| 3     | パラグアイ     | 3     | 3     | 1     | 1     | 1     | 9     | 12    | -3    |
| 4     | スコットランド | 1     | 3     | 0     | 1     | 2     | 4     | 6     | -2    |

| 1958年6月8日 19:00 |

| フランス                                                                                            | 7 - 3    | パラグアイ                                 |
| フォンテーヌ 24分, 30分, 67分 · ピアントニ 52分 · ウィスニェスキ 83分 · コパ 70分 · ヴァンサン 83分 | レポート | アマリージャ 20分, 44分 (PK) · ロメロ 50分 |

| ノーショーピング・イドロッツパルク（ノーショーピング） 観客数: 16,500人 主審: Gardeazabal |

| 1958年6月8日 19:00 |

| ユーゴスラビア     | 1 - 1    | スコットランド |
| ペタコヴィッチ 6分 | レポート | マーレイ 49分  |

| アロスファーレン（ヴェステロース） 観客数: 9,500人 主審: Wyssling |

| 1958年6月11日 19:00 |

| ユーゴスラビア                                      | 3 - 2    | フランス               |
| ペタコヴィッチ 16分 · ヴェセリノヴィッチ 63分, 88分 | レポート | フォンテーヌ 4分, 85分 |

| アロスファーレン（ヴェステロース） 観客数: 12,000人 主審: Griffiths |

| 1958年6月11日 19:00 |

| パラグアイ                                           | 3 - 2    | スコットランド              |
| アギーレ 4分 · カジェタノ・レ 45分 · パローディ 73分 | レポート | マディ 24分 · コリンズ 74分 |

| ノーショーピング・イドロッツパルク（ノーショーピング） 観客数: 12,000人 主審: Orlandini |

| 1958年6月15日 19:00 |

| フランス                            | 2 - 1    | スコットランド |
| ピアントニ 22分 · フォンテーヌ 44分 | レポート | ベアード 58分  |

| エイラファーレン（エレブルー） 観客数: 13,500人 主審: Brozzi |

| 1958年6月15日 19:00 |

| パラグアイ                                    | 3 - 3    | ユーゴスラビア                                                    |
| パローディ 20分 · アギーレ 52分 · ロメロ 80分 | レポート | オグニャノヴィッチ 18分 · ヴェセリノヴィッチ 21分 · ライコヴ 73分 |

| トゥナファーレン（エスキルストーナ） 観客数: 12,000人 主審: Macko |

#### グループ 3
| 順 位 | チーム       | 勝 点 | 試 合 | 勝 利 | 引 分 | 敗 戦 | 得 点 | 失 点 | 点 差 |
| ----- | ------------ | ----- | ----- | ----- | ----- | ----- | ----- | ----- | ----- |
| 1     | スウェーデン | 5     | 3     | 2     | 1     | 0     | 5     | 1     | +4    |
| 2     | ウェールズ   | 3     | 3     | 0     | 3     | 0     | 2     | 2     | 0     |
| 3     | ハンガリー   | 3     | 3     | 1     | 1     | 1     | 6     | 3     | +3    |
| 4     | メキシコ     | 1     | 3     | 0     | 1     | 2     | 1     | 8     | -7    |

| 1958年6月8日 14:00 |

| スウェーデン                                   | 3 - 0    | メキシコ |
| シモンソン 17分, 64分 · リードホルム 57分 (PK) | レポート |          |

| ロースンダ・スタディオン（ソルナ） 観客数: 45,000人 主審: ニコライ・ラティシェフ |

| 1958年6月8日 19:00 |

| ハンガリー | 1 - 1    | ウェールズ        |
| ボジク 5分 | レポート | J.チャールズ 27分 |

| イェルンファーレン（サンドヴィク） 観客数: 20,000人 主審: Codesal |

| 1958年6月11日 19:00 |

| メキシコ        | 1 - 1    | ウェールズ          |
| ベルモンテ 89分 | レポート | オールチャーチ 32分 |

| ロースンダ・スタディオン（ソルナ） 観客数: 25,000人 主審: Lemesic |

| 1958年6月12日 19:00 |

| スウェーデン        | 2 - 1    | ハンガリー  |
| ハムリン 34分, 55分 | レポート | ティヒ 77分 |

| ロースンダ・スタディオン（ソルナ） 観客数: 40,000人 主審: Mowat |

| 1958年6月15日 14:00 |

| ウェールズ | 0 - 0    | スウェーデン |
|            | レポート |              |

| ロースンダ・スタディオン（ソルナ） 観客数: 35,000人 主審: Van Nuffel |

| 1958年6月15日 19:00 |

| ハンガリー                                            | 4 - 0    | メキシコ |
| ティヒ 19分, 46分 · シャーンドル 54分 · ベンチチ 69分 | レポート |          |

| イェルンファーレン（サンドヴィク） 観客数: 13,300人 主審: Eriksson |

##### プレーオフ
| 1958年6月17日 19:00 |

| ウェールズ                            | 2 - 1    | ハンガリー  |
| オールチャーチ 55分 · メドウィン 76分 | レポート | ティヒ 33分 |

| ロースンダ・スタディオン（ソルナ） 観客数: 20,000人 主審: ニコライ・ラティシェフ |

#### グループ 4
| 順 位 | チーム       | 勝 点 | 試 合 | 勝 利 | 引 分 | 敗 戦 | 得 点 | 失 点 | 点 差 |
| ----- | ------------ | ----- | ----- | ----- | ----- | ----- | ----- | ----- | ----- |
| 1     | ブラジル     | 5     | 3     | 2     | 1     | 0     | 5     | 0     | +5    |
| 2     | ソビエト連邦 | 3     | 3     | 1     | 1     | 1     | 4     | 4     | 0     |
| 3     | イングランド | 3     | 3     | 0     | 3     | 0     | 4     | 4     | 0     |
| 4     | オーストリア | 1     | 3     | 0     | 1     | 2     | 2     | 7     | -5    |

| 1958年6月8日 19:00 |

| ブラジル                                      | 3 - 0    | オーストリア |
| マゾーラ 37分, 85分 · ニウトン・サントス 50分 | レポート |              |

| リムネルスファーレン（ウッデバラ） 観客数: 17,778人 主審: モーリス・ジーグ |

| 1958年6月8日 19:00 |

| ソビエト連邦                        | 2 - 2    | イングランド                       |
| シモーニャン 13分 · A.イワノフ 56分 | レポート | ケヴァン 66分 · フィニー 85分 (PK) |

| ウレヴィ・スタディオン（ヨーテボリ） 観客数: 49,348人 主審: Zsolt |

| 1958年6月11日 19:00 |

| ブラジル | 0 - 0    | イングランド |
|          | レポート |              |

| ウレヴィ・スタディオン（ヨーテボリ） 観客数: 40,895人 主審: Dusch |

| 1958年6月11日 19:00 |

| ソビエト連邦                      | 2 - 0    | オーストリア |
| A.イワノフ 15分 · V.イワノフ 62分 | レポート |              |

| リャファーレン（ボロース） 観客数: 21,239人 主審: Jorgensen |

| 1958年6月15日 19:00 |

| イングランド                  | 2 - 2    | オーストリア                |
| ヘインズ 56分 · ケヴァン 74分 | レポート | コラー 15分 · ケルナー 71分 |

| リャファーレン（ボロース） 観客数: 15,872人 主審: Bronkhorst |

| 1958年6月15日 19:00 |

| ブラジル       | 2 - 0    | ソビエト連邦 |
| ババ 3分, 77分 | レポート |              |

| ウレヴィ・スタディオン（ヨーテボリ） 観客数: 50,928人 主審: モーリス・ジーグ |

##### プレーオフ
| 1958年6月17日 19:00 |

| ソビエト連邦    | 1 - 0    | イングランド |
| イリーイン 69分 | レポート |              |

| ウレヴィ・スタディオン（ヨーテボリ） 観客数: 23,182人 主審: Dusch |

### 決勝トーナメント
|  | 準々決勝       | 準々決勝     |              |   | 準決勝    | 準決勝    |  |  | 決勝 | 決勝 |
|  |                |              |              |   |           |           |  |  |      |      |
|  | 6月19日        |              |              |   |           |           |  |  |      |      |
|  |                |              |              |   |           |           |  |  |      |      |
|  | フランス       | 4            |              |   |           |           |  |  |      |      |
|  | フランス       | 4            | 6月24日      |   |           |           |  |  |      |      |
|  | 北アイルランド | 0            |              |   |           |           |  |  |      |      |
|  | 北アイルランド | 0            | フランス     | 2 |           |           |  |  |      |      |
|  | 6月19日        |              | フランス     | 2 |           |           |  |  |      |      |
|  |                | ブラジル     | 5            |   |           |           |  |  |      |      |
|  | ブラジル       | ブラジル     | 5            | 1 |           |           |  |  |      |      |
|  | ブラジル       |              | 6月29日      | 1 |           |           |  |  |      |      |
|  | ウェールズ     | 0            |              |   |           |           |  |  |      |      |
|  | ウェールズ     | 0            | ブラジル     | 5 |           |           |  |  |      |      |
|  | 6月19日        |              | ブラジル     | 5 |           |           |  |  |      |      |
|  |                | スウェーデン | 2            |   |           |           |  |  |      |      |
|  | スウェーデン   | スウェーデン | 2            | 2 |           |           |  |  |      |      |
|  | スウェーデン   | 6月24日      |              | 2 |           |           |  |  |      |      |
|  | ソビエト連邦   | 0            |              |   |           |           |  |  |      |      |
|  | ソビエト連邦   | 0            | スウェーデン | 3 |           |           |  |  |      |      |
|  | 6月19日        |              | スウェーデン | 3 |           |           |  |  |      |      |
|  |                | 西ドイツ     | 1            |   | 3位決定戦 | 3位決定戦 |  |  |      |      |
|  | 西ドイツ       | 西ドイツ     | 1            | 1 | 3位決定戦 | 3位決定戦 |  |  |      |      |
|  | 西ドイツ       |              | 6月28日      | 1 |           |           |  |  |      |      |
|  | ユーゴスラビア | 0            |              |   |           |           |  |  |      |      |
|  | ユーゴスラビア | 0            | フランス     | 6 |           |           |  |  |      |      |
|  |                |              |              |   |           |           |  |  |      |      |
|  | 西ドイツ       | 3            |              |   |           |           |  |  |      |      |
|  | 西ドイツ       | 3            |              |   |           |           |  |  |      |      |

#### 準々決勝
| 1958年6月19日 19:00 |

| フランス                                                        | 4 - 0    | 北アイルランド |
| ウィスニェスキ 22分 · フォンテーヌ 55分, 63分 · ピアントニ 68分 | レポート |                |

| ノーショーピング・イドロッツパルク（ノーショーピング） 観客数: 12,000人 主審: Gardeazabal |

| 1958年6月19日 19:00 |

| スウェーデン                    | 2 - 0    | ソビエト連邦 |
| ハムリン 49分 · シモンソン 88分 | レポート |              |

| ロースンダ・スタディオン（ソルナ） 観客数: 45,000人 主審: Leafe |

| 1958年6月19日 19:00 |

| ブラジル  | 1 - 0    | ウェールズ |
| ペレ 66分 | レポート |            |

| ウレヴィ・スタディオン（ヨーテボリ） 観客数: 25,000人 主審: Seipelt |

| 1958年6月19日 19:00 |

| 西ドイツ    | 1 - 0    | ユーゴスラビア |
| ラーン 12分 | レポート |                |

| マルメ・スタディオン（マルメ） 観客数: 20,000人 主審: Wyssling |

#### 準決勝
| 1958年6月24日 19:00 |

| ブラジル                                     | 5 - 2    | フランス                           |
| ババ 2分 · ジジ 39分 · ペレ 52分, 64分, 75分 | レポート | フォンテーヌ 9分 · ピアントニ 83分 |

| ロースンダ・スタディオン（ソルナ） 観客数: 27,000人 主審: Griffiths |

| 1958年6月24日 19:00 |

| スウェーデン                                    | 3 - 1    | 西ドイツ          |
| スコグルンド 32分 · グレン 81分 · ハムリン 88分 | レポート | シェーファー 24分 |

| ウレヴィ・スタディオン（ヨーテボリ） 観客数: 50,000人 主審: Zsolt |

#### 3位決定戦
| 1958年6月28日 17:00 |

| フランス                                                             | 6 - 3    | 西ドイツ                                            |
| フォンテーヌ 16分, 36分, 78分, 89分 · コパ 27分 (PK) · ドゥイス 50分 | レポート | チェスラチク 18分 · ラーン 52分 · シェーファー 84分 |

| ウレヴィ・スタディオン（ヨーテボリ） 観客数: 25,000人 主審: Brozzi |

#### 決勝
| 1958年6月29日 15:00 |

| ブラジル                                       | 5 - 2    | スウェーデン                       |
| ババ 9分, 32分 · ペレ 55分, 90分 · ザガロ 68分 | レポート | リードホルム 4分 · シモンソン 80分 |

| ロースンダ・スタディオン（ソルナ） 観客数: 51,800人 主審: モーリス・ジーグ |

| ブラジル | スウェーデン |

|                      |    |                        |  |
|                      |    |                        |  |
| GK                   | 3  | ジウマール             |  |
| RB                   | 4  | ジャウマ・サントス     |  |
| CB                   | 15 | オルランド             |  |
| CB                   | 2  | イウデラウド・ベリーニ |  |
| LB                   | 12 | ニウトン・サントス     |  |
| RH                   | 19 | ジト                   |  |
| LH                   | 6  | ジジ                   |  |
| OR                   | 11 | ガリンシャ             |  |
| OL                   | 7  | マリオ・ザガロ         |  |
| CF                   | 20 | ババ                   |  |
| CF                   | 10 | ペレ                   |  |
| 監督:                |    |                        |  |
| ヴィセンテ・フェオラ |    |                        |  |

|                    |    |                        |  |
|                    |    |                        |  |
| GK                 | 1  | カール・スヴェンソン   |  |
| RB                 | 2  | オルヴァー・ベリマルク |  |
| CB                 | 6  | シゲ・パルリング       |  |
| CB                 | 14 | ベング・グスタフソン   |  |
| LB                 | 3  | スヴェン・アクスボム   |  |
| CH                 | 15 | レイノ・ベリイェソン   |  |
| OR                 | 7  | クルト・ハムリン       |  |
| IR                 | 8  | グンナー・グレン       |  |
| CF                 | 9  | アグネ・シモンソン     |  |
| IL                 | 4  | ニルス・リードホルム   |  |
| OL                 | 11 | レナート・ショクルンド |  |
| 監督:              |    |                        |  |
| ジョージ・レイノル |    |                        |  |

## 優勝国
| 1958 FIFAワールドカップ優勝国 |
| ----------------------------- |
| · ブラジル · 初優勝           |

## 得点ランキング
| 順位 | 選手名                   | 国籍             | 得点数 |
| ---- | ------------------------ | ---------------- | ------ |
| 1    | ジュスト・フォンテーヌ   | フランス         | 13     |
| 2    | ヘルムート・ラーン       | 西ドイツ         | 6      |
| 2    | ペレ                     | ブラジル         | 6      |
| 4    | ババ                     | ブラジル         | 5      |
| 4    | ピーター・マクパーランド | 北アイルランド   | 5      |
| 6    | ティヒ・ラヨシュ         | ハンガリー       | 4      |
| 6    | アグネ・シモンソン       | スウェーデン     | 4      |
| 6    | クルト・ハムリン         | スウェーデン     | 4      |
| 6    | ズデネク・ジカーン       | チェコスロバキア | 4      |